# Светско првенство у атлетици на отвореном 1987 — 800 метара за жене
Трка на 800 метара у женској конкуренцији на 2. Светском првенству у атлетици на отвореном 1987. у Риму, (Италија) је одржано 29., 30. и 31. августа на Олимпијском стадиону Олимпико.
Титулу освојену 1983. у Хелсинкију бранила је Јармила Кратохвилова из Чехословачке.

## Земље учеснице
Учествовало је 32 такмичарке из 26 земаља.
1. Бангладеш (1)
2. Бермуди (1)
3. Бразил (1)
4. Демократска Република Конго (1)
5. Доминика (1)
6. Замбија (1)
7. Источна Немачка (2)
8. Југославија (1)
9. Канада (1)
10. Кенија (1)
11. Кипар (1)
12. Куба (1)
13. Лесото (1)
14. Либан (1)
15. Мадагаскар (1)
16. Порторико (1)
17. Румунија (2)
18. Сао Томе и Принсипе (1)
19. САД (3)
20. Совјетски Савез (2)
21. Суринам (1)
22. Уједињено Краљевство (1)
23. Француска (1)
24. Чехословачка (2)
25. Шведска (1)
26. Шпанија (1)

## Освајачи медаља
| Освајачи медаља |                 |              |  |  |  |  |
|                 |                 |              |  |  |  |  |
|                 |                 |              |  |  |  |  |
|                 |                 |              |  |  |  |  |
| Зигурн Водарс   | Кристине Вахтел | Љубов Гурина |  |  |  |  |
| Источна Немачка | Источна Немачка | СССР         |  |  |  |  |

## Рекорди
Списак рекорда у трци на 800 метара пре почетка светског првенства 28. августа 1987. године:
| Рекорди пре почетка Светског првенства 1987.  | Рекорди пре почетка Светског првенства 1987. | Рекорди пре почетка Светског првенства 1987. | Рекорди пре почетка Светског првенства 1987. | Рекорди пре почетка Светског првенства 1987. | Рекорди пре почетка Светског првенства 1987. |
| --------------------------------------------- | -------------------------------------------- | -------------------------------------------- | -------------------------------------------- | -------------------------------------------- | -------------------------------------------- |
| Олимпијски рекорди                            | Надежда Олизаренко                           | Совјетски Савез                              | 1:53,43                                      | Москва, Совјетски Савез                      | 27. јул 1980.                                |
| Светски рекорд                                | Јармила Кратохвилова                         | Чехословачка                                 | 1:53,28                                      | Минхен, Западна Немачка                      | 26. јул 1983.                                |
| Рекорд светских првенстава                    | Јармила Кратохвилова                         | Чехословачка                                 | 1:54,68                                      | Хелсинки, Финска                             | 9. август 1983.                              |
| Најбољи резултат сезоне                       | Кристине Вахтел                              | Источна Немачка                              | 1:55,86                                      | Потсдам, Источна Немачка                     | 11. јул 1987.                                |
| Афрички рекорд                                | Илсе Виксел                                  | Јужна Африка                                 | 1:59,39                                      | Stellenbosch, Јужноафричка Република         | 25. март 1983.                               |
| Азијски рекорд                                |                                              |                                              |                                              |                                              |                                              |
| Северноамерички рекорд                        | Ана Фиделиа Кирот                            | Куба                                         | 1:56,56                                      | Берлин, Западна Немачка                      | 21. август 1987.                             |
| Јужноамерички рекорд                          | Сораја Вијира Телес                          | Бразил                                       | 2:00,56                                      | Индијанаполис, Сједињене Државе              | 16. август 1987.                             |
| Европски рекорд                               | Јармила Кратохвилова                         | Чехословачка                                 | 1:53,28                                      | Минхен, Западна Немачка                      | 26. јул 1983.                                |
| Океанијски рекорд                             | Џуди Полок                                   | Аустралија                                   | 1:59,93                                      | Монтреал, Канада                             | 24. јул 1976.                                |
| Рекорди остварени на Светском првенству 1987. |                                              |                                              |                                              |                                              |                                              |
| Северноамерички рекорд                        | Ана Фиделиа Кирот                            | Куба                                         | 1:55,84                                      | Рим, Италија                                 | 31. август 1987.                             |

### Најбољи резултати у 1987. години
Десет најбољих атлетичарки сезоне у трци на 800 метара пре почетка првенства (28. август 1987), имале су следећи пласман.
| 1.  | Кристине Вахтел    | Источна Немачка | 1:55,86 | 21. август |
| 2.  | Зигурн Водарс      | Источна Немачка | 1:56,47 | 21. август |
| 3.  | Слободанка Чоловић | Југославија     | 1:56,51 | 11. јун    |
| 4.  | Ана Фиделија Кирот | Куба            | 1:56,56 | 21. август |
| 5.  | Љубов Гурина       | Совјетски Савез | 1:57,27 | 17. јул    |
| 6.  | Андреа Ланг-Хахман | Источна Немачка | 1:57,31 | 10. јун    |
| 7.  | Дојна Мелинте      | Румунија        | 1:57,46 | 13. јул    |
| 8.  | Љубов Цома         | Совјетски Савез | 1:57,62 | 7. јун     |
| 9.  | Татјана Гребенчук  | Совјетски Савез | 1:57,89 | 17. јул    |
| 10. | Катрин Вихн        | Источна Немачка | 1:57,90 | 10. јун    |

Такмичарке чија су имена подебљана учествују на СП 1987.

## Сатница
| Датум            | Време | Рунда         |
| ---------------- | ----- | ------------- |
| 29. август 1987. |       | Квалификације |
| 30. август 1987. |       | Полуфинале    |
| 31. август 1987. |       | Финале        |

## Резултати

### Квалификације
Такмичење је одржано 29. августа 1987. године. У квалификацијама су учествовале 32 такмичарки подељене у 4 група. Пласман у полуфинале избориле су по 3 најбрже атлетичарке из сваке групе (КВ) и 4 атлетичарке са најбољим резултатима (кв).,,
| Поз. | Група | Атлетичарка                | Земља                       | ЛР       | ЛРС      | Резултат | Нап.   |
| ---- | ----- | -------------------------- | --------------------------- | -------- | -------- | -------- | ------ |
| 1.   | 4     | Зигрун Грау                | Источна Немачка             | 1:58,42д | 1:58,42д | 1:59,97  | КВ     |
| 2.   | 4     | Габријела Седлакова        | Чехословачка                | 1:58,37  | 1:58,37  | 2:00,23  | КВ     |
| 3.   | 4     | Надежда Олизаренко         | Совјетски Савез             | 1:53,43  |          | 2:00,28  | КВ     |
| 4.   | 3     | Кристине Вахтел            | Источна Немачка             | 1:55,86  | 1:55,86  | 2:01,50  | КВ     |
| 5.   | 4     | Мери Бурзмински            | Канада                      |          |          | 2:01,62  | кв     |
| 6.   | 3     | Љубов Гурина               | Совјетски Савез             | 1:56,11  |          | 2:01,74  | КВ     |
| 7.   | 4     | Џоета Кларк-Дигс           | САД                         | 1:58,42д | 1:58,42д | 2:01,81  | кв     |
| 8.   | 2     | Ана Фиделија Кирот         | Куба                        |          |          | 2:01,99  | КВ     |
| 9.   | 2     | Митика Жунгјату-Константин | Румунија                    |          |          | 2:02,23  | КВ     |
| 10.  | 4     | Марија Акрака              | Шведска                     |          |          | 2:02,24  | кв     |
| 11.  | 2     | Наталие Тумас              | Француска                   | 2:07,63д |          | 2:02,54  | КВ     |
| 12.  | 1     | Слободанка Чоловић         | Југославија                 | 1:56,51  | 1:56,51  | 2:02,54  | КВ     |
| 13.  | 3     | Дајана Модахл              | Уједињено Краљевство        |          |          | 2:02,57  | КВ     |
| 14.  | 2     | Еси Вошингтон              | САД                         |          |          | 2:02,61  | кв     |
| 15.  | 1     | Делиса Волтон-Флојд        | САД                         |          |          | 2:02,76  | КВ     |
| 16.  | 2     | Селина Чирчир              | Кенија                      | 2:01,40  |          | 2:02,90  |        |
| 17.  | 3     | Каталина Георгију          | Шведска                     |          |          | 2:03,04  |        |
| 18.  | 1     | Јармила Кратохвилова       | Чехословачка                | 1:53,28  |          | 2:03,06  | КВ     |
| 19.  | 1     | Роса Колорадо              | Шпанија                     | 2:00,33  | 2:00,33  | 2:03,40  |        |
| 20.  | 1     | Сораја Вијира Телес        | Бразил                      | 2:05,09д | 2:05,09д | 2:03,55  |        |
| 21.  | 3     | Ангелита Линд              | Порторико                   | 2:01,31  |          | 2:04,59  |        |
| 22.  | 1     | Ауса Мвендачабе            | Замбија                     |          |          | 2:07,06  | НР, ЛР |
| 23.  | 2     | Џенифер Бин                | Бермуди                     |          |          | 2:09,04  |        |
| 24.  | 1     | Жаклин Расаозанаманалина   | Мадагаскар                  |          |          | 2:11,27  |        |
| 25.  | 2     | Mireille Sankaatsing       | Суринам                     |          |          | 2:12,02  |        |
| 26.  | 4     | Мина Зеина                 | Либан                       |          |          | 2:15,75  | НР, ЛР |
| 27.  | 3     | Puseletso Monkoe           | Лесото                      |          |          | 2:22,29  |        |
| 28.  | 3     | Летиција Томас             | Доминика                    |          |          | 2:26,02  |        |
|      | 4     | Кунгу Бакомбо              | Демократска Република Конго | 2:19,68  |          | НС       |        |
|      | 2     | Шармила Рај Чакма          | Бангладеш                   | 2:13,3   |          | НС       |        |
|      | 1     | Марија Ломба               | Сао Томе и Принсипе         | 2:20,0   | 2:20,0   | НС       |        |
|      | 3     | Андри Аврам                | Кипар                       | 2:06,93  |          | НС       |        |

### Полуфинале
Такмичење је одржано 30. августа 1987. године. У полуфиналу су учествовале 16 такмичарки, подељене у 2 групе. У финале су се пласирале по 3 првопласиране из група (КВ) и 2 атлетичарке са најбољим резултатима (кв).,,
| Позиција | Група | Атлетичарка                | Земља                | Резултат | Нап. |
| -------- | ----- | -------------------------- | -------------------- | -------- | ---- |
| 1.       | 1     | Ана Фиделија Кирот         | Куба                 | 1:57,96  | КВ   |
| 2.       | 1     | Зигрун Грау                | Источна Немачка      | 1:58,06  | КВ   |
| 1.       | 1     | Љубов Гурина               | Совјетски Савез      | 1:58,16  | КВ   |
| 4.       | 1     | Јармила Кратохвилова       | Чехословачка         | 1:58,65  | кв   |
| 5.       | 1     | Слободанка Чоловић         | Југославија          | 1:58,85  | кв   |
| 6.       | 1     | Дајана Модахл              | Уједињено Краљевство | 1:59,34  |      |
| 7.       | 2     | Надежда Олизаренко         | Совјетски Савез      | 2:01,47  | КВ   |
| 8.       | 2     | Кристине Вахтел            | Источна Немачка      | 2:01,63  | КВ   |
| 9.       | 2     | Митика Жунгјату-Константин | Румунија             | 2:01,65  | КВ   |
| 10.      | 2     | Габријела Седлакова        | Чехословачка         | 2:02,27  |      |
| 11.      | 2     | Делиса Волтон-Флојд        | САД                  | 2:02,45  |      |
| 12.      | 1     | Еси Вошингтон              | САД                  | 2:02,65  |      |
| 13.      | 1     | Мери Бурзмински            | Канада               | 2:03,72  |      |
| 14.      | 2     | Наталие Тумас              | Француска            | 2:03,90  |      |
| 15.      | 2     | Марија Акрака              | Шведска              | 2:05,20  |      |
| 16.      | 2     | Џоета Кларк-Дигс           | САД                  | 2:06,10  |      |

### Финале
Такмичење је одржано 31. августа 2019. године.,
| Позиција | Атлетичарка                | Земља           | Резултат | Нап.        |
| -------- | -------------------------- | --------------- | -------- | ----------- |
|          | Зигрун Грау                | Источна Немачка | 1:55,26  | НР, ЛР      |
|          | Кристине Вахтел            | Источна Немачка | 1:55,32  | ЛР          |
|          | Љубов Гурина               | Совјетски Савез | 1:55,56  | ЛР          |
| 4.       | Ана Фиделија Кирот         | Куба            | 1:55,84  | САР, НР, ЛР |
| 5.       | Јармила Кратохвилова       | Чехословачка    | 1:57,81  |             |
| 6.       | Митика Жунгјату-Константин | Румунија        | 1:59,66  |             |
| 7.       | Надежда Олизаренко         | Совјетски Савез | 2:00,28  |             |
| 8.       | Слободанка Чоловић         | Југославија     | 2:02,09  |             |